# آب مطلق

## آب مطلق
به آبی که خالی از اضافات دیگر و بدون آمیختگی با چیزهای دیگر باشد آب مطلق گفته می‌شود. در دین اسلام یکی از شروط برای پاک‌کنندگی آب مطلق بودن آن است. مخالف آن آب مضاف است.
در فقه شیعه آب را بر دو قسم می‌دانند. آب مطلق و آب مضاف. آب مطلق همان ابی است که بدون تقیید و اضافه می‌توان به آن عنوان آب داد. آب دریا، آب چشمه، آب چاه به صورت مطلق اب هستند.

## اقسام آب مطلق
اقسام اب مطلق در فقه از این قرار اند:
- آب کُر
- آب قلیل
- آب جاری
- آب باران
- آب چاه

## احکام فقهی
تمام اقسام آب مطلق ذاتاً پاک و پاک‌کننده چیزهای آلوده شده به نجس (مزیل خبث)‌اند. با آب مطلق می‌توان وضو گرفت و غسل کرد. درفقه اهل سنت نیز آب برای پاکسازی از نجاست و گرفتن وضو و غسل است. از نظر عالمان اهل سنت، آب مطلق آبی است که به اسم دیگری اضافه نشده باشد. هر گاه آب را به جایی نسبت بدهیم که اگر آب را از آن جا خارج کنیم بتوانیم به آن فقط عنوان آب دهیم همان آب مطلق است.